# Shutterstock
Shutterstock (NYSE: SSTK) é um provedor americano de banco de imagens, vídeos, musica e editorial, fundada em 2003, com sede em Nova York. Possui mais de 300 milhões de imagens entre fotos, vetores e ilustrações, sendo a maior do mundo no setor. Desde 2012 está listada na bolsa de New York. Desde sua fundação, Shutterstock adquiriu várias outras empresas como Bigstock, Webdam, PremiumBeat e Flashstock. A empresa atua com mais de 100.000 contribuidores e possui clientes em mais de 150 países.